# Torre Vella (Badalona)
La torre Vella és un edifici de Badalona, monument històric protegit com Bé Cultural d'Interès Nacional. Està situat al barri de Dalt de la Vila, el nucli antic de l'actual Badalona, al costat de la parròquia de Santa Maria, i fou durant segles la residència dels anomenats senyors de Badalona.

## Descripció
És considerada un casal palau. L'edifici té elements gòtics i renaixentistes i, a més, no constitueix una unitat tipològica definida, a causa de les diverses reformes que ha sofert al llarg de la seva història, principalment al segle xvi, però també l'edifici fou ampliat durant els segles xviii i xix.
La planta és rectangular, actualment, i té el pati com a element central de la construcció. Això no obstant, el casal tenia, a la plaça de Barberà, una torre de defensa adossada al casal, quadrada en un inici, bastida al segle xv, però que, després, amb les reformes del segle xix, va esdevenir de planta rodona, coronada amb merlets. Finalment, fou enderrocada el 1967 per tal d'urbanitzar i eixamplar el carrer del Temple, que es va convertir en l'eix d'unió entre el barri de Dalt de la Vila i el Baix a Mar.
Entre els elements gòtics destaca una sala, d'un gòtic encara primitiu, datada del segle xiii. També destaca el celler, més tardà, del segle xv, que consta de cinc voltes de canó realitzades en maó. Als exteriors, també podem trobar encara algunes de les finestres gòtiques originals.
Com a gran element renaixentista, destaca el portal de la casa, d'estil plateresc, del segle xvi, semblant als que podem trobar en altres edificis com la torre Pallaresa, la casa de l'Ardiaca o l'hospital de la Santa Creu; al frontó duu l'escut dels Santcliment, representat per una campana, que també podem trobar en una banda de la façana.
A l'interior, també es conserva un mosaic romà realitzat amb tessel·les blanques i negres amb motius circulars i quatre dofins que decoren els angles; la sanefa que el completa, però, és del segle xx.

## Història
L'origen de la torre Vella és del segle xiii. Primerament era propietat dels Montcada, que a més també tenien la jurisdicció sobre el terme de Badalona. Això no obstant, vengueren la jurisdicció als Plegamans, però retornaren l'alou de la torre Vella als Sentmenat, el 1260, perquè possiblement anteriorment havia sigut l'alou pairal d'aquesta família. Aquest segle també representà un creixent interès de les elits econòmiques del país com una inversió per guanyar prestigi. Per aquesta raó, molts drets i torres foren adquirits per les elits barcelonines, com és el cas dels Santcliment, que adquiriren el domini de la torre Vella el 1280.
Després de l'adquisició, la base de la construcció actual fou bastida principalment per Pere de Santcliment, notari i secretari de Pere el Gran, al segle xiii. Fou la casa feudal més important del terme de Badalona i gràcies a aquesta s'imposà el nucli de la Sagrera de Santa Maria per sobre dels altres alous situats al seu terme parroquial, com Sant Salvador a Can Peixau, a Llefià; Cal Comte, a Pomar; i el monestir de Sant Jeroni de la Murtra, vers Canyet.
Els senyors de Badalona tenien potestat sobre la Sagrera, la Marina, el Torrent o Canaleta, i el Pou de Sant Pere; abastant aproximadament el que avui són els barris de Dalt de la Vila, Coll i Pujol, el Centre i Casagemes. A més a més, tenien molts privilegis sobre les terres i els habitants dels seus dominis.
Amb els anys, la torre encara va canviar de mans, passant a altres famílies nobiliàries: dels Santcliment passà als Pinós, i d'aquests als marquesos de Barberà, que donaren nom a la plaça on se situa el casal. És seu del Col·legi Cultural des de 1939.

## Restes arqueològiques
La torre Vella va tenir fins als anys 30 uns terrenys agrícoles, coneguts tradicionalment com a Clos de la Torre. Mossèn Gaietà Soler ja havia esmentat en la seva època que aquesta zona de conreu era possiblement una de les més riques en restes de la vila. Això no obstant, no foren excavades fins al 1955, quan es va voler iniciar la urbanització d'aquesta zona, i es van descobrir restes romanes, excavades per Josep Maria Cuyàs, que resultaren ser les termes de Baetulo. A més a més, es feren altres troballes importants, com la Venus de Badalona, en les excavacions dutes a terme per Joaquim Font i Cussó en el Clos. Les troballes arqueològiques, per la seva importància i magnitud, no pogueren ser ignorades per les autoritats i, finalment, fomentaren la creació del Museu de Badalona.

## Galeria de fotos

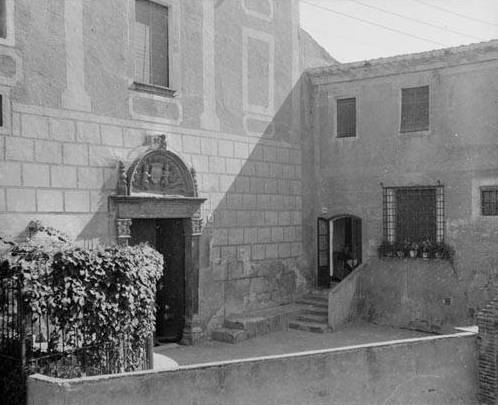
Façana de la portada renaixentista, entre 1912 i 1924
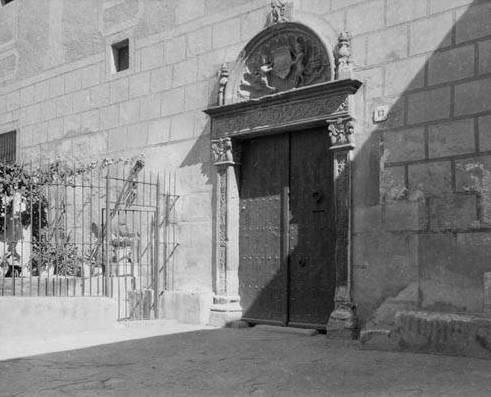
Detall de la portada renaixentista, entre 1912 i 1924
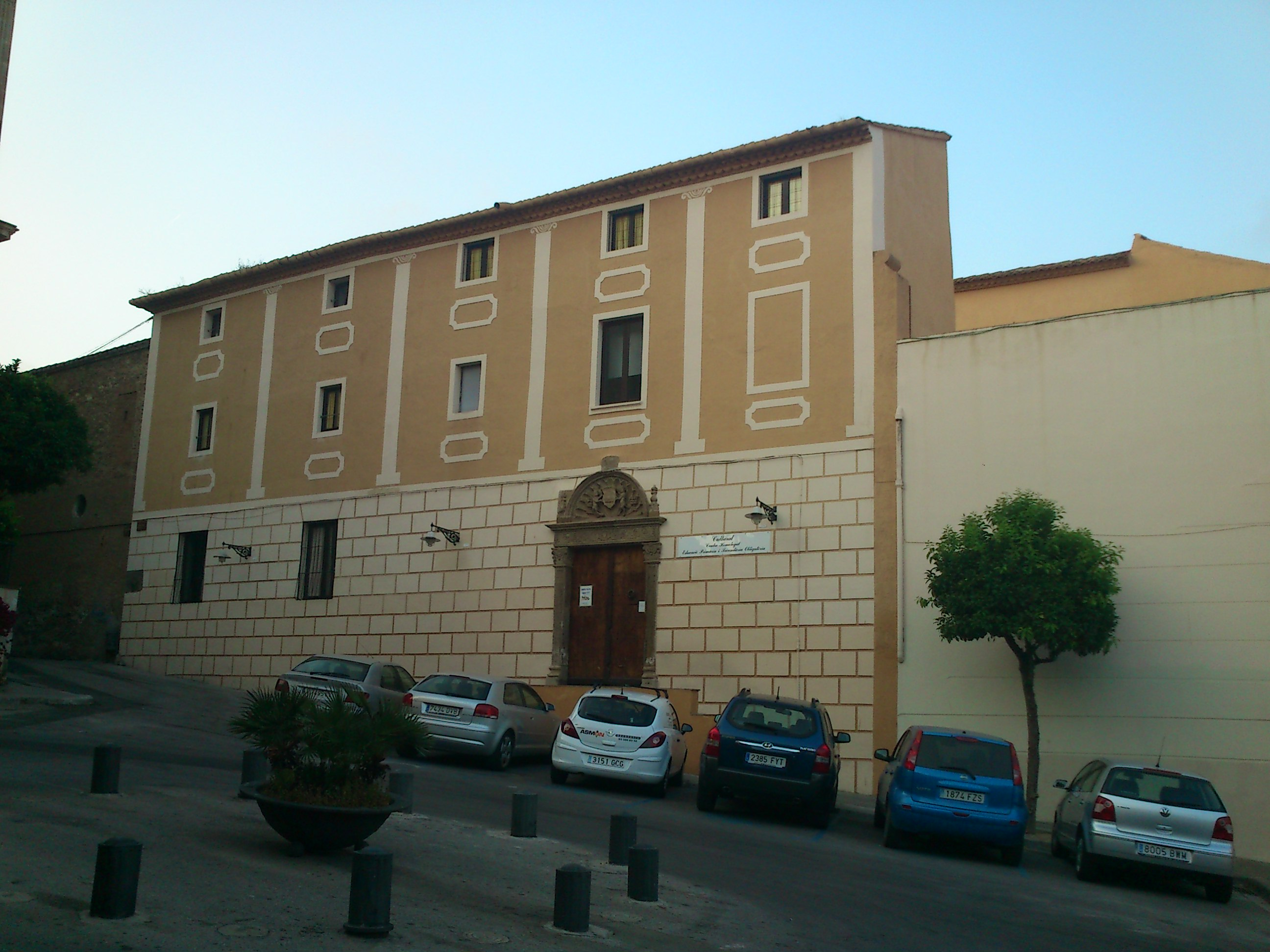
Vista de la façana de la plaça de Barberà. A la dreta hi havia la torre de defensa
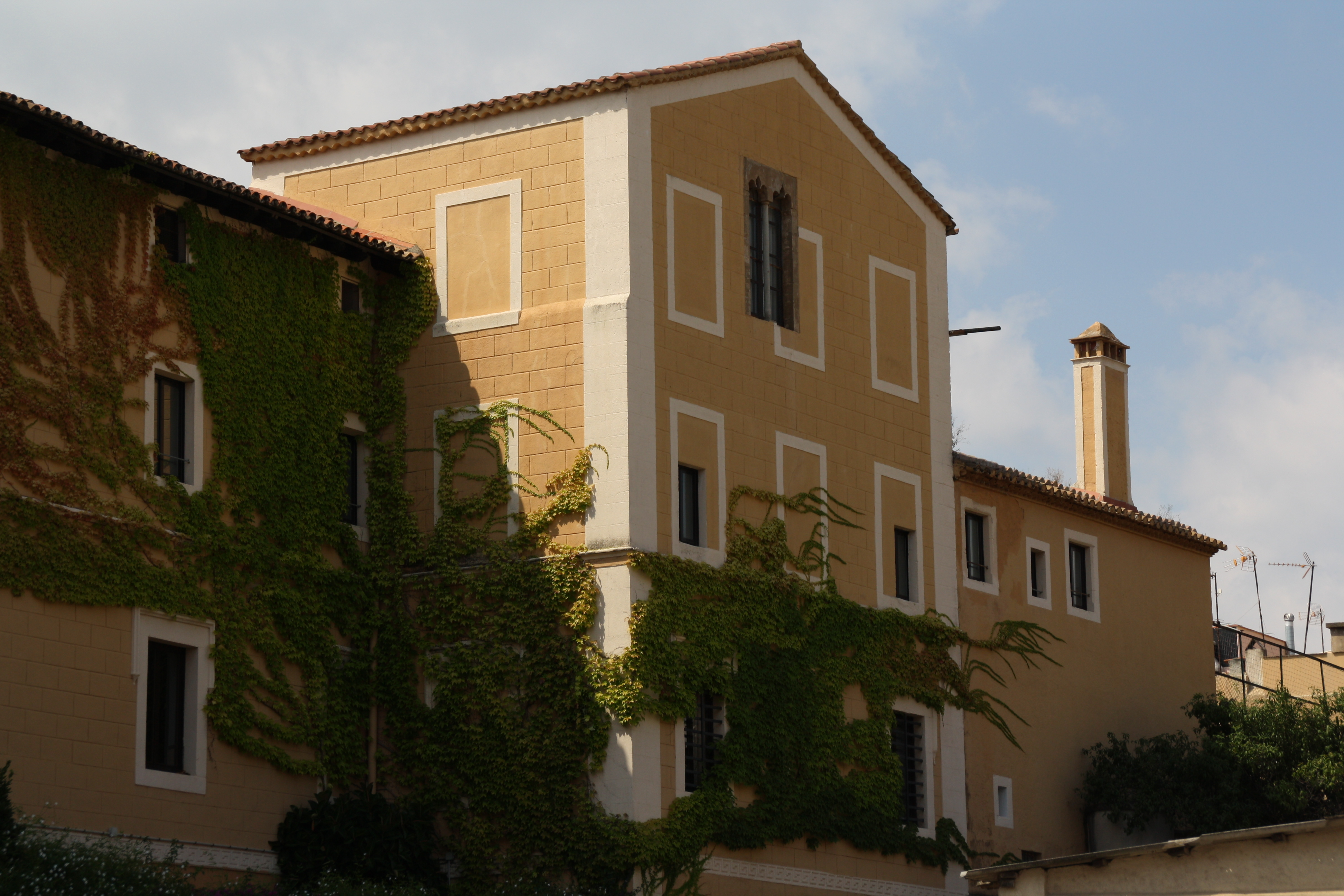
Vista de la façana del carrer de Termes Romanes
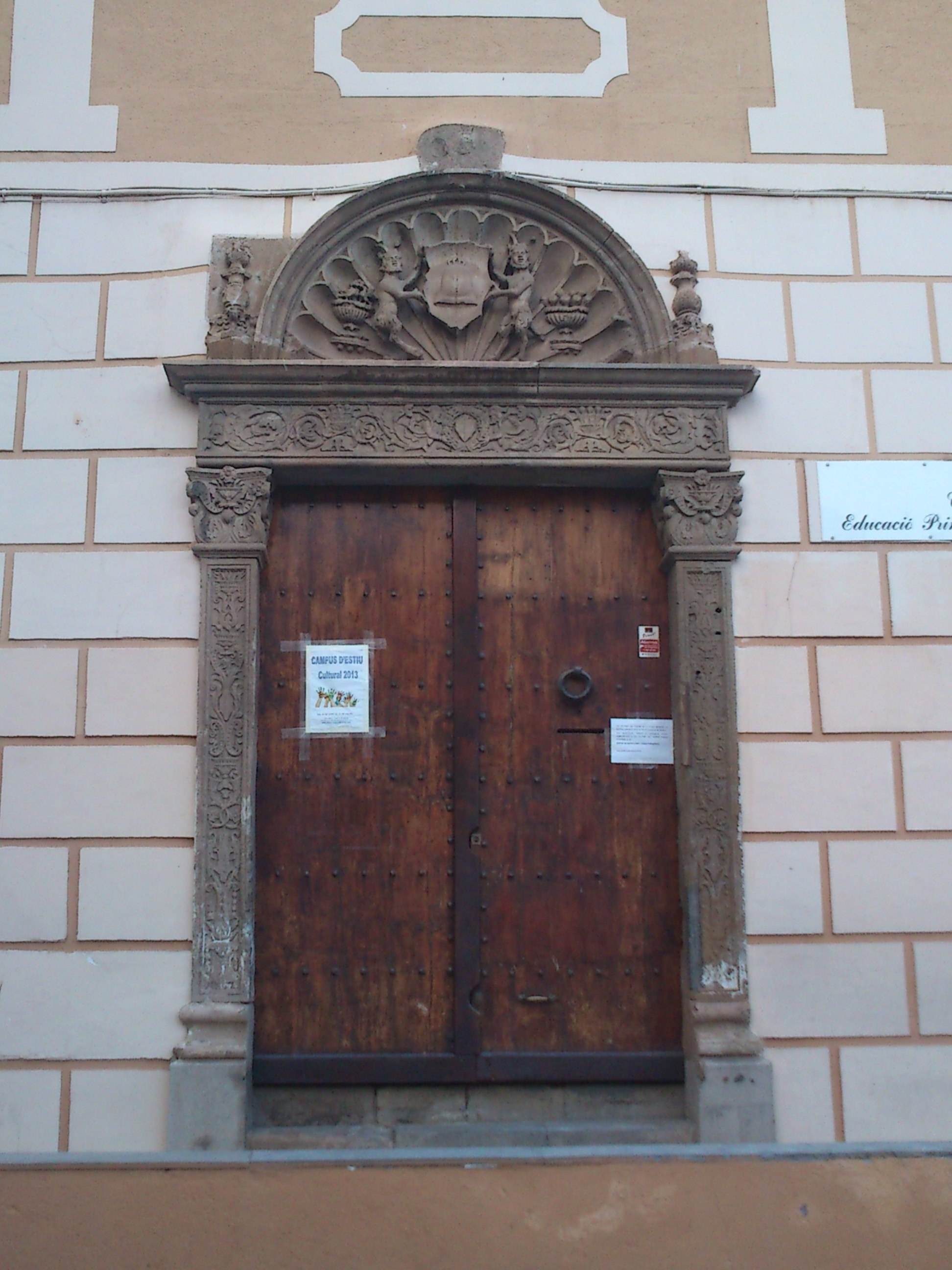
Porta renaixentista. A dalt, l'escut dels Santcliment
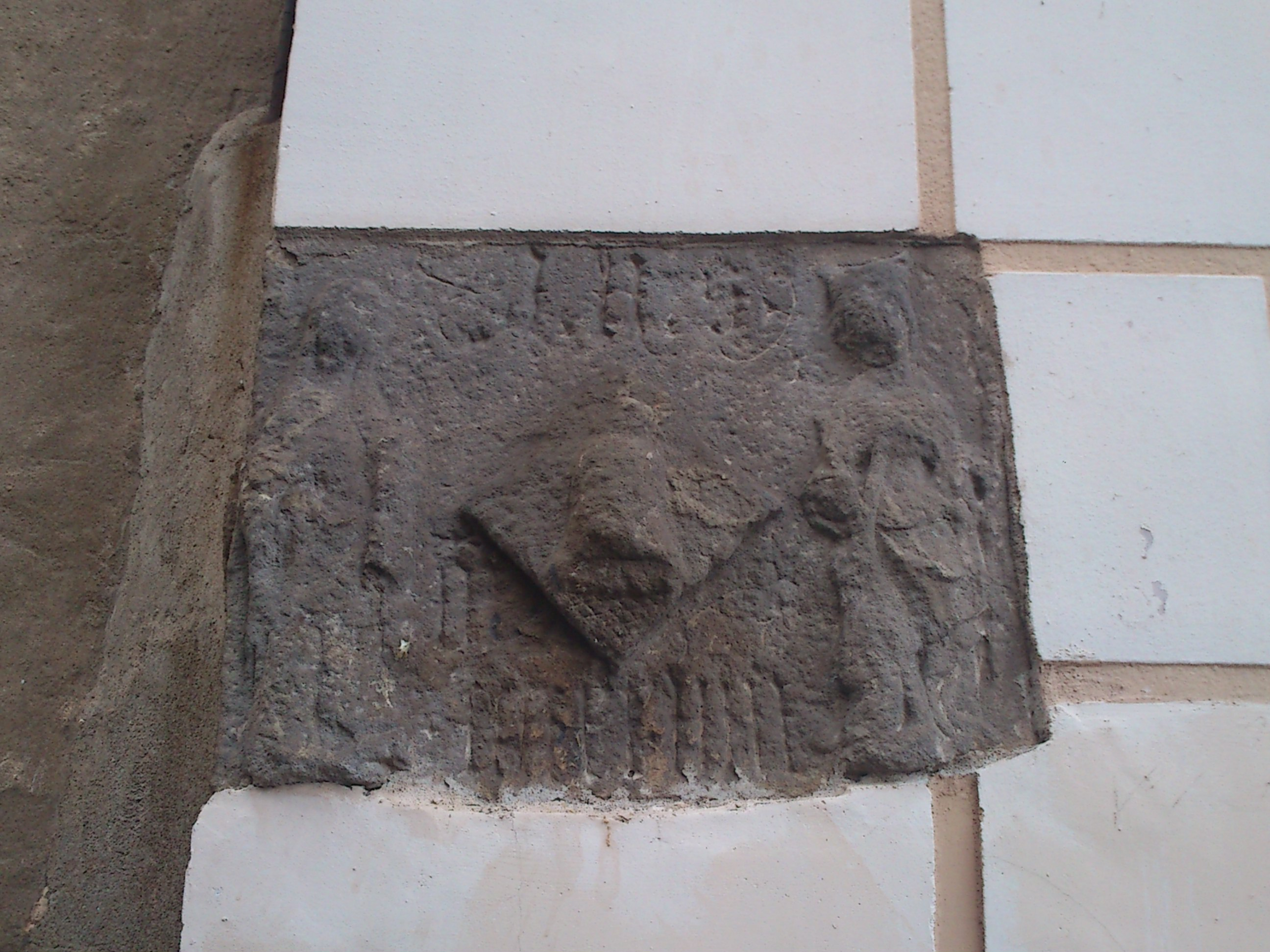
Detall de la façana amb l'escut dels Santcliment